# Belloy-sur-Somme
Pour les articles homonymes, voir Belloy (homonymie) et Somme.
Belloy-sur-Somme est une commune française située dans le département de la Somme en région Hauts-de-France.

## Géographie

### Localisation
Belloy-sur-Somme est un village picard de l'Amiénois.
Limitrophe de Flixecourt, la localité est située à 6 km au nord-ouest d'Ailly-sur-Somme, 14 km au nord-ouest d'Amiens et à 27 km au sud-est d'Abbeville à vol d'oiseau.
Le territoire de la commune est limitrophe de ceux de huit communes.   
Les communes limitrophes sont  Bettencourt-Saint-Ouen, Bourdon, Crouy-Saint-Pierre, Flixecourt, La Chaussée-Tirancourt, Picquigny, Vignacourt et Yzeux.

### Hydrographie

#### Réseau hydrographique
La commune est située dans le bassin Artois-Picardie. Elle est drainée par la Somme canalisée, l'Abbaye du Gard et divers autres petits cours d'eau.
Le canal de la Somme limite la commune au sud. Construit entre 1770 et 1827, et mis au gabarit Freycinet en 1880, il est long 170 km. Il débute à Saint-Simon où il touche au canal de Saint-Quentin et débouche dans la baie de Somme.
Un marais tourbeux de 90 hectares abrite une faune et une flore spécifiques à cet environnement. Le Liparis de Loesel, orchidée rare menacée de disparition, protégée au niveau national, y pousse.

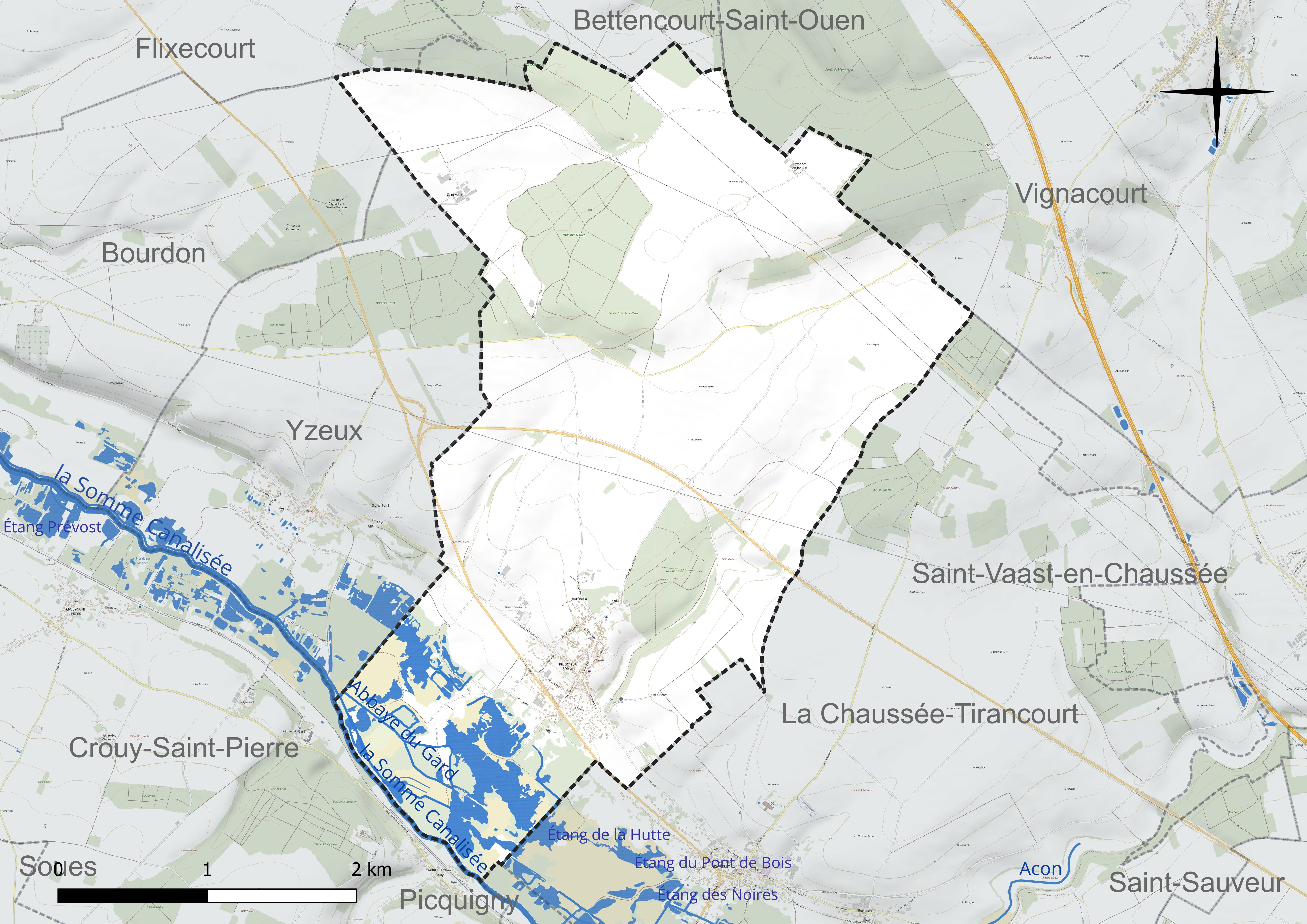
Réseau hydrographique de Belloy-sur-Somme.

#### Gestion et qualité des eaux
Le territoire communal est couvert par le schéma d'aménagement et de gestion des eaux (SAGE) « Somme aval et Cours d'eau côtiers ». Ce document de planification concerne un territoire de 1 835 km2 de superficie, délimité par le bassin versant de la Somme canalisée. Le périmètre a été arrêté le 29 avril 2010 et le SAGE proprement dit a été approuvé le 6 août 2019. La structure porteuse de l'élaboration et de la mise en œuvre est le syndicat mixte d'aménagement hydraulique du bassin versant de la Somme (AMEVA).
La qualité des cours d'eau peut être consultée sur un site dédié géré par les agences de l'eau et l'Agence française pour la biodiversité.

### Climat
Pour des articles plus généraux, voir Climat des Hauts-de-France et Climat de la Somme.
En 2010, le climat de la commune est de type climat océanique dégradé des plaines du Centre et du Nord, selon une étude du CNRS s'appuyant sur une série de données couvrant la période 1971-2000. En 2020, Météo-France publie une typologie des climats de la France métropolitaine dans laquelle la commune est exposée à un climat océanique et est dans la région climatique Côtes de la Manche orientale, caractérisée par un faible ensoleillement (1 550 h/an) ; forte humidité de l'air (plus de 20 h/jour avec humidité relative > 80 % en hiver), vents forts fréquents.
Pour la période 1971-2000, la température annuelle moyenne est de 10,5 °C, avec une amplitude thermique annuelle de 13,2 °C. Le cumul annuel moyen de précipitations est de 714 mm, avec 11,3 jours de précipitations en janvier et 8 jours en juillet. Pour la période 1991-2020, la température moyenne annuelle observée sur la station météorologique la plus proche, située sur la commune de Bernaville à 19 km à vol d'oiseau, est de 10,4 °C et le cumul annuel moyen de précipitations est de 877,3 mm,. Pour l'avenir, les paramètres climatiques de la commune estimés pour 2050 selon différents scénarios d'émission de gaz à effet de serre sont consultables sur un site dédié publié par Météo-France en novembre 2022.

## Urbanisme

### Typologie
Au 1er janvier 2024, Belloy-sur-Somme est catégorisée bourg rural, selon la nouvelle grille communale de densité à sept niveaux définie par l'Insee en 2022.
Elle est située hors unité urbaine. Par ailleurs la commune fait partie de l'aire d'attraction d'Amiens, dont elle est une commune de la couronne,. Cette aire, qui regroupe 369 communes, est catégorisée dans les aires de 200 000 à moins de 700 000 habitants,.

### Occupation des sols
L'occupation des sols de la commune, telle qu'elle ressort de la base de données européenne d'occupation biophysique des sols Corine Land Cover (CLC), est marquée par l'importance des territoires agricoles (69,7 % en 2018), en diminution par rapport à 1990 (74,2 %). La répartition détaillée en 2018 est la suivante : 
terres arables (69,6 %), forêts (19,2 %), eaux continentales (4,5 %), zones urbanisées (3,6 %), zones humides intérieures (3 %). L'évolution de l'occupation des sols de la commune et de ses infrastructures peut être observée sur les différentes représentations cartographiques du territoire : la carte de Cassini (XVIIIe siècle), la carte d'état-major (1820-1866) et les cartes ou photos aériennes de l'IGN pour la période actuelle (1950 à aujourd'hui).

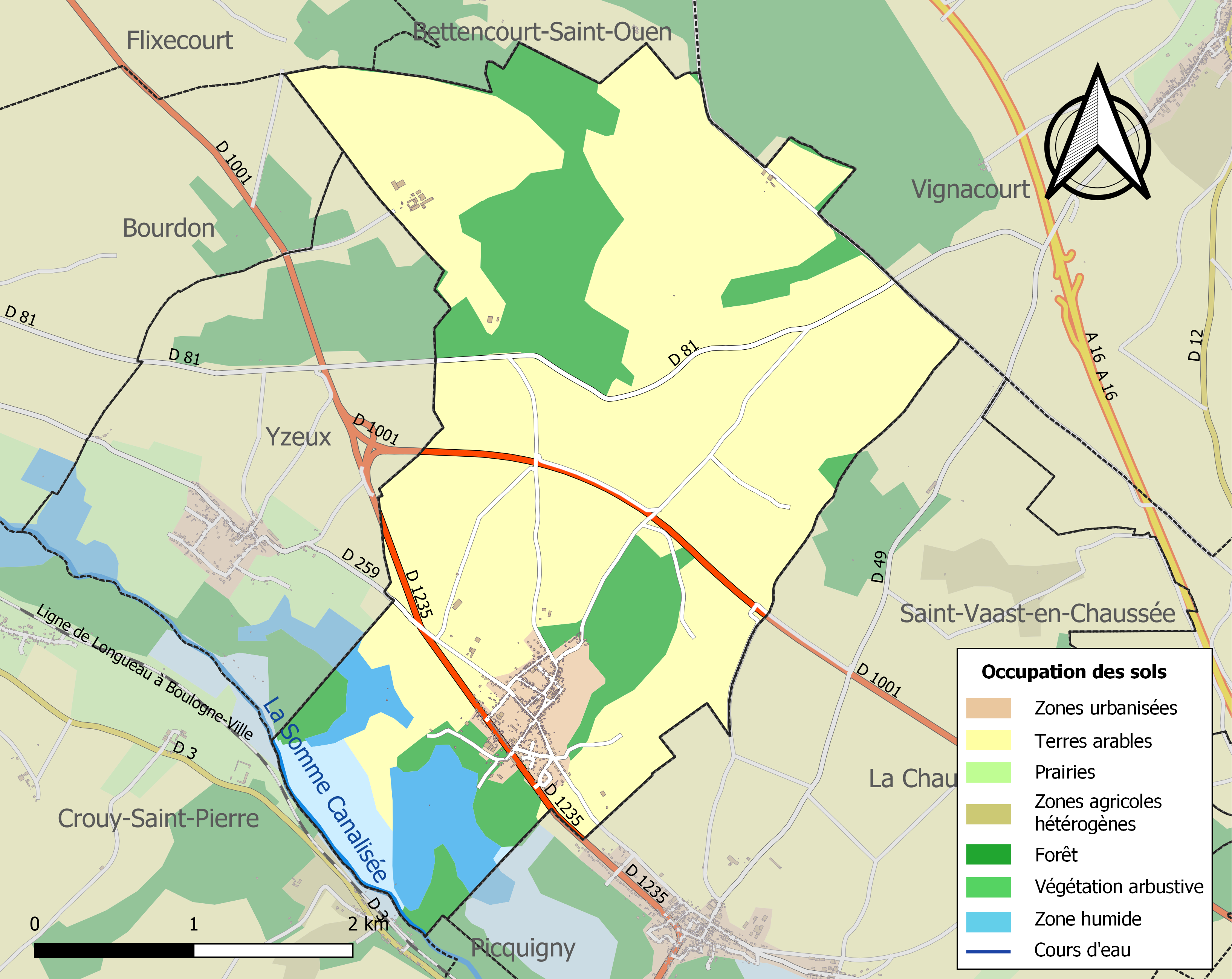
Carte des infrastructures et de l'occupation des sols de la commune en 2018 (CLC).

### Voies de communication et transports
La localité est desservie par la ligne d'autocars no 28 (Saint-Léger - L'Étoile - Flixecourt - Amiens) du réseau inter-urbain Trans'80.

## Toponymie
Le nom de la localité est attesté sous les formes Bedolium ; Beeloium (1144.) ; Beelloi (1166.) ; Beeloi (1167.) ; Beleium (1174.) ; Beloy (1174.) ; Beeleium (1177.) ; Beeloy (1182.) ; Beesloi (1212.) ; Beelloy (1301.) ; Boelloy (1417.) ; Belloy-sur-Somme (1507.) ; Balloz (1561.) ; Belloy (1561.) ; Veraine (1638.) ; Besloy (1686.) ; Belloi-sur-Somme (1733.).
Le nom Belloy proviendrait du latin bidolidum, composé de betula, bouleau et du suffixe etum, ensemble de végétaux.
La Somme est un fleuve du nord de la France, en région Hauts-de-France, qui traverse les deux départements de l'Aisne et de la Somme. Il donne son nom à ce dernier.

## Histoire

### Préhistoire
La présence de groupes humains sur le territoire de la commune est attestée depuis le Paléolithique supérieur. Le gisement de La Plaisance a été découvert à la fin du 19e siècle puis exploré par Victor Commont de 1905 à 1910. Des fouilles modernes ont permis d'y identifier une industrie lithique particulière, caractérisée par la présence de grandes lames régulières débitées à l'aide de percuteur en pierre tendre (grès). Certaines lames sont dites « mâchurées » : elles portent des esquillements importants sur les bords, liés probablement à leur utilisation pour entretenir les percuteurs en pierre tendre ou pour préparer les plans de frappe,. Ce faciès particulier a été comparé à l'Ahrensbourgien ou à la Long Blade Technology et a été nommé Belloisien d'après le nom de la commune ,.
En 1886, un vase néolithique en céramique complet a été mis au jour. Daté de ~ 4 500 ans av. J.C., il appartient à la culture de Cerny. Trois anses permettaient de le suspendre. Son décor par impression rappelle la forme d'un oiseau stylisé. Cette céramique dite « Vase de Belloy-sur-Somme » est conservée au Musée de Picardie à Amiens.

## Politique et administration

### Rattachements administratifs et électoraux
La commune se trouve dans l'arrondissement d'Amiens du département de la Somme. Pour l'élection des députés, elle fait partie depuis 1988 de la première circonscription de la Somme.
Elle faisait partie depuis 1793 du canton de Picquigny. Dans le cadre du redécoupage cantonal de 2014 en France, la commune fait désormais partie du canton d'Ailly-sur-Somme.

### Intercommunalité
La commune faisait partie de la communauté de communes de l'Ouest d'Amiens, créée fin 1993.
Dans le cadre des prescriptions de la loi portant nouvelle organisation territoriale de la République (Loi NOTRe) du 7 août 2015 prescrit, dans le cadre de l'approfondissement de la coopération intercommunale, que les intercommunalités à fiscalité propre doivent, sauf exceptions, regrouper au moins 15 000 habitants, cette petite intercommunalité fusionne avec sa voisine, la communauté de communes du Val de Nièvre et environs, pour créer, le 1er janvier 2017, la communauté de communes Nièvre et Somme, dont la commune est désormais membre.
Néanmoins, en 2018, l'instruction des demandes de permis de construire et autres autorisations d'urbanisme est réalisé pour le compte de la commune par la communauté d'agglomération Amiens Métropole.

### Liste des maires
| Période                                  | Période                  | Identité                         | Étiquette | Qualité                          |
| ---------------------------------------- | ------------------------ | -------------------------------- | --------- | -------------------------------- |
| Les données manquantes sont à compléter. |                          |                                  |           |                                  |
| 1807                                     | 1831                     | Ferdinand de Beaurain de Bureuil |           |                                  |
| Les données manquantes sont à compléter. |                          |                                  |           |                                  |
| 1989                                     | 2001                     | Pierre Pardoën                   |           | Coureur cycliste puis carrossier |
| mars 2001                                | 2008                     | Michel Régnier                   |           |                                  |
| mars 2008                                | 2020                     | Bernard Lepers                   |           | Réélu pour le mandat 2014-2020   |
| 2020                                     | En cours (au 08/08/2020) | Jean-Luc Herbette                |           |                                  |

## Population et société

### Démographie
L'évolution du nombre d'habitants est connue à travers les recensements de la population effectués dans la commune depuis 1793. Pour les communes de moins de 10 000 habitants, une enquête de recensement portant sur toute la population est réalisée tous les cinq ans, les populations de référence des années intermédiaires étant quant à elles estimées par interpolation ou extrapolation. Pour la commune, le premier recensement exhaustif entrant dans le cadre du nouveau dispositif a été réalisé en 2006.

En 2022, la commune comptait 725 habitants, en évolution de −3,85 % par rapport à 2016 (Somme : −1,26 %, France hors Mayotte : +2,11 %).
| 1793 | 1800 | 1806 | 1821 | 1831 | 1836  | 1841  | 1846  | 1851  |
| ---- | ---- | ---- | ---- | ---- | ----- | ----- | ----- | ----- |
| 688  | 786  | 781  | 839  | 964  | 1 000 | 1 025 | 1 130 | 1 162 |

| 1856  | 1861  | 1866  | 1872  | 1876 | 1881 | 1886 | 1891 | 1896 |
| ----- | ----- | ----- | ----- | ---- | ---- | ---- | ---- | ---- |
| 1 172 | 1 153 | 1 118 | 1 021 | 979  | 894  | 880  | 852  | 814  |

| 1901 | 1906 | 1911 | 1921 | 1926 | 1931 | 1936 | 1946 | 1954 |
| ---- | ---- | ---- | ---- | ---- | ---- | ---- | ---- | ---- |
| 694  | 608  | 584  | 578  | 566  | 561  | 554  | 563  | 567  |

| 1962 | 1968 | 1975 | 1982 | 1990 | 1999 | 2006 | 2011 | 2016 |
| ---- | ---- | ---- | ---- | ---- | ---- | ---- | ---- | ---- |
| 529  | 547  | 570  | 620  | 733  | 788  | 741  | 769  | 754  |

| 2021 | 2022 | - | - | - | - | - | - | - |
| ---- | ---- | - | - | - | - | - | - | - |
| 730  | 725  | - | - | - | - | - | - | - |

### Manifestations culturelles et festivités
- Concours de pêche du 15 août[6].

## Culture locale et patrimoine

### Lieux et monuments

#### Château d'en haut
Le Château d'en haut et ses dépendances est une  propriété privée. Le colombier, en pans de bois et torchis sur soubassement en pierre, date du XVIIIe siècle. Il est inscrit  monument historique depuis le 20 juillet 1966.

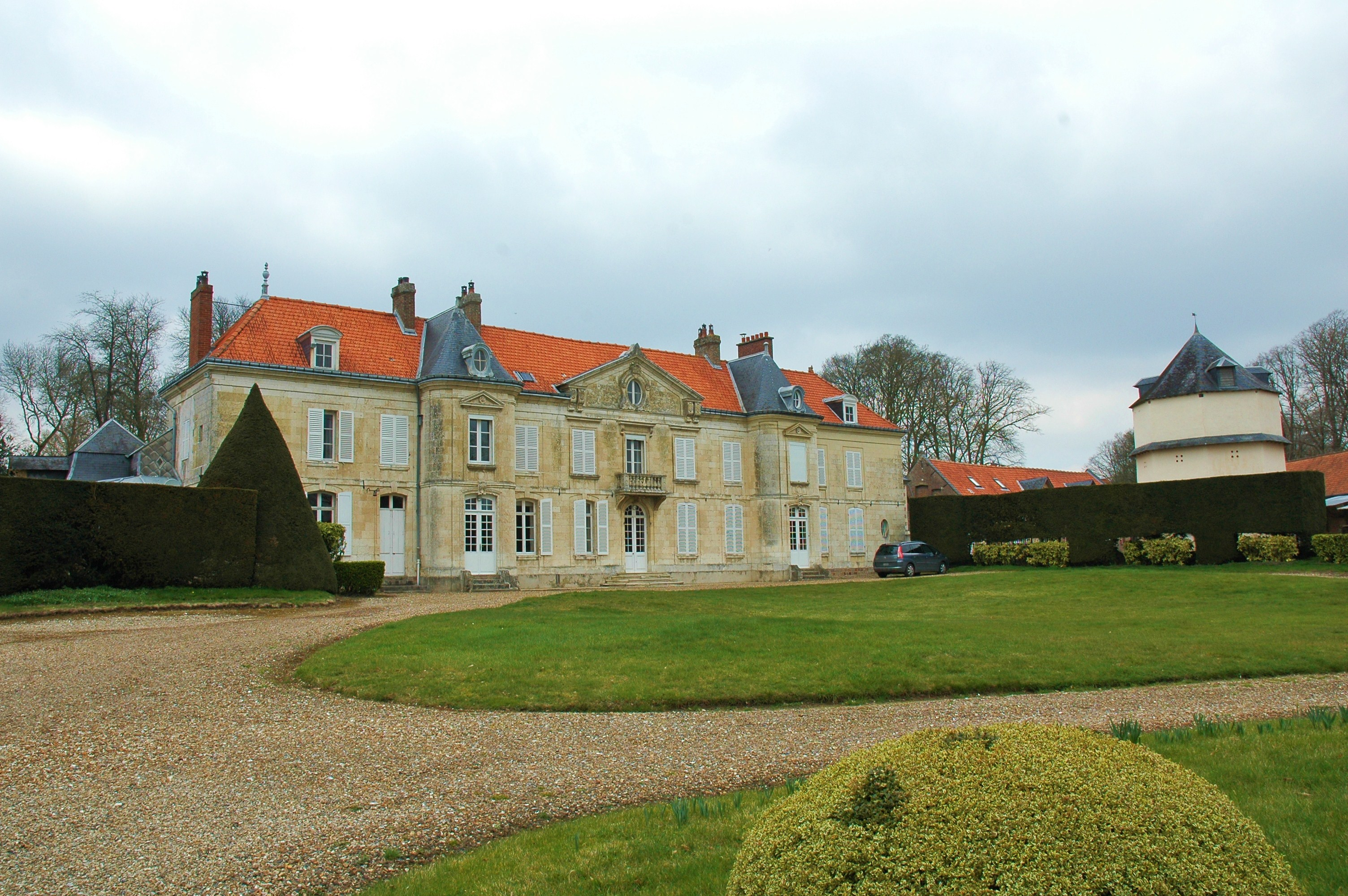
Château d'en haut.
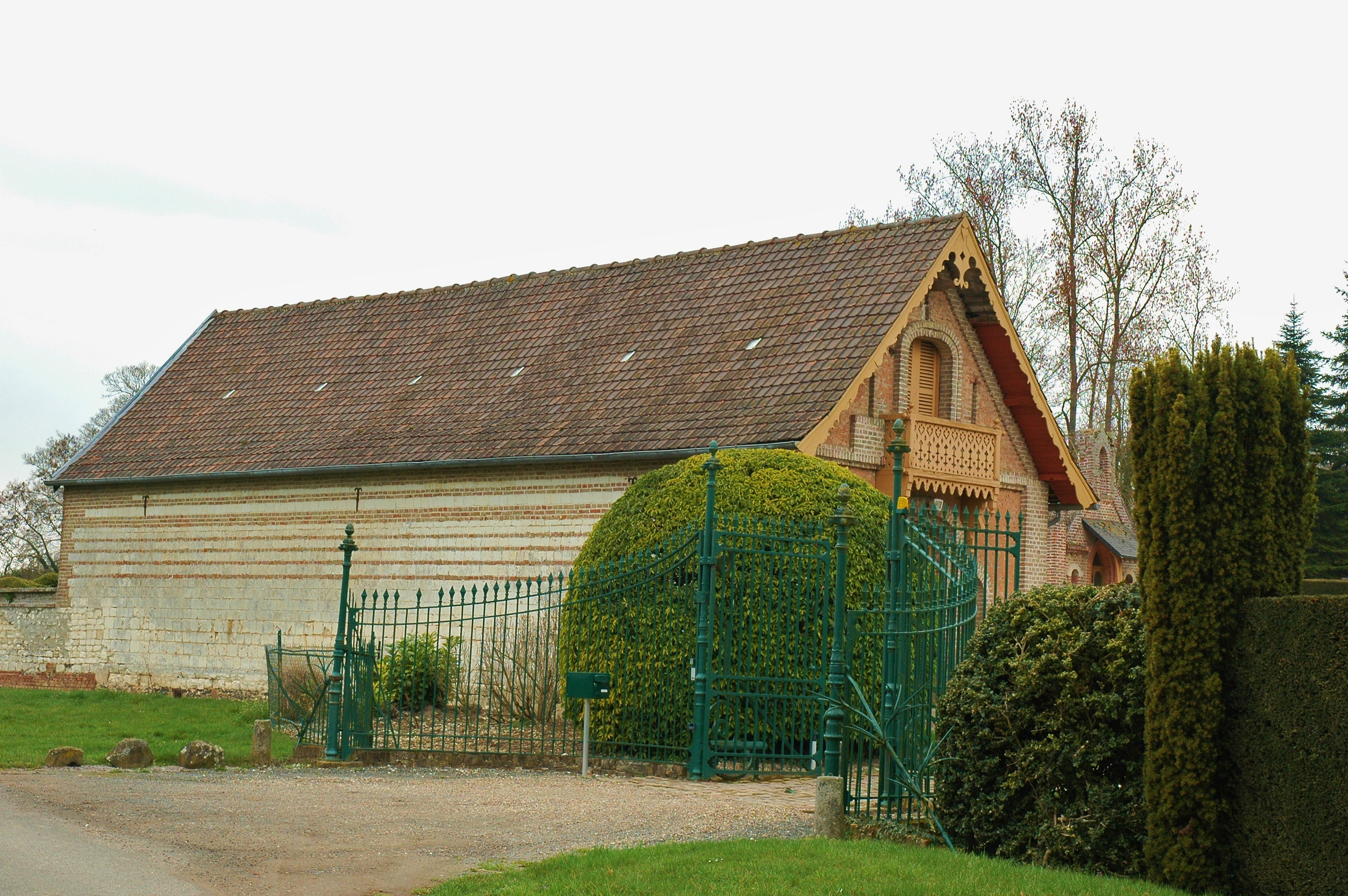
Grille d'entrée du château.
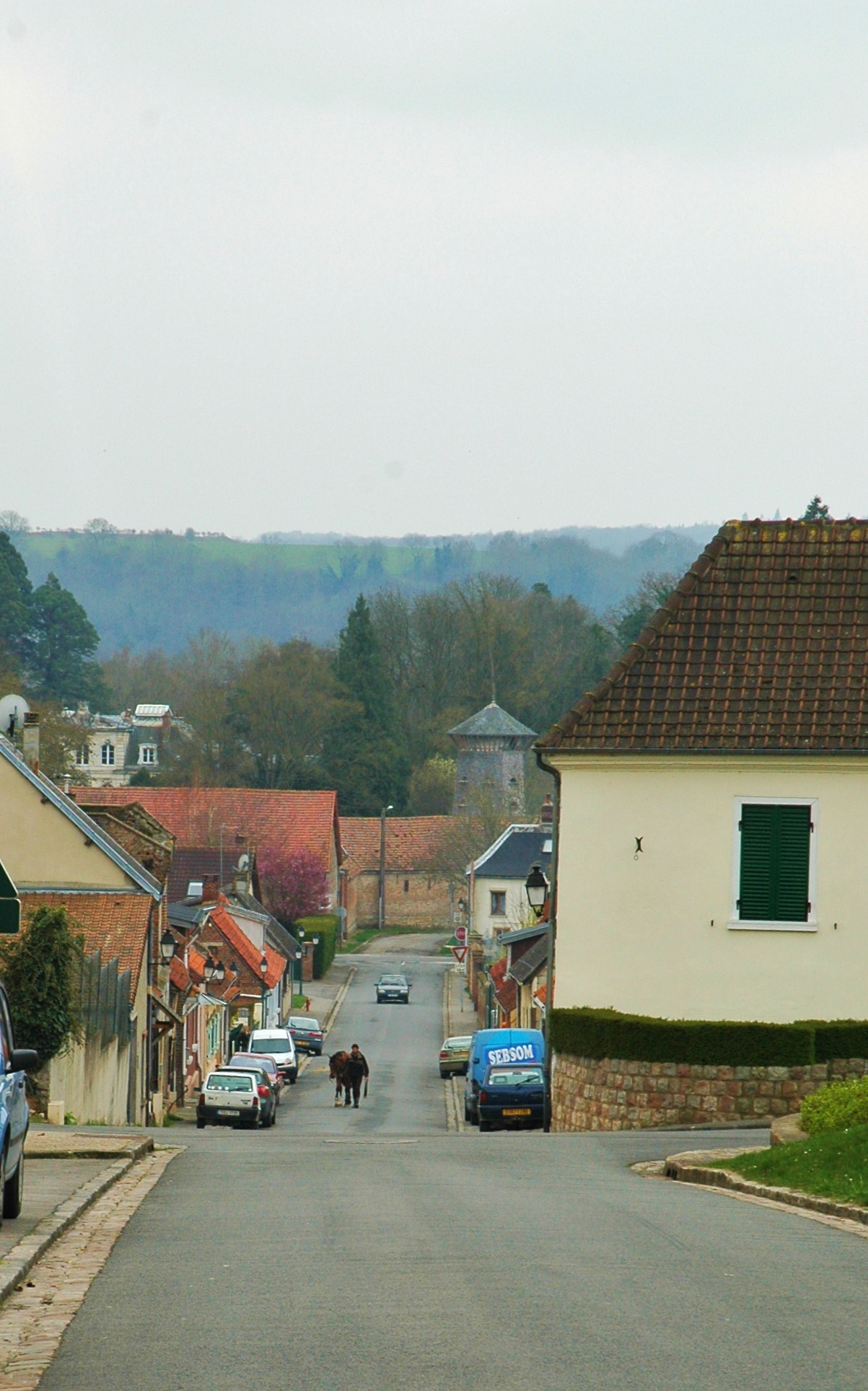
Rue de Belloy.

#### Château d'en bas
Le château d'en bas, ses dépendances, chapelle, serre, ferme, maison de gardien, fabriques et aménagements du parc paysager, sont classés monuments historiques depuis le 4 février 2011. Les frères Duthoit, ornemanistes à Amiens, ont œuvré à son décor sculpté.
Cette demeure fut la propriété d'Adrien Morgan de Belloy, député de la Somme, puis de sa famille, jusqu'en 1920. Elle est actuellement aménagée en Établissement et service d'accompagnement par le travail (Esat).

#### Autres monuments
- Le parc du château héberge les vestiges d'un ancien site de lancement de missiles V1.
- Église Saint-Nicolas.
- Monument aux morts.
- Place de l'Église.
- Salle des fêtes.
- Le café.

#### Marais communal
Le marais communal de Belloy se révèle un haut lieu de biodiversité. La tourbière, propriété du Conservatoire d'espaces naturels des Hauts-de-France depuis fin 2019, renferme en particulier une orchidée menacée, la Liparis de Loesel.

### Personnalités liées à la commune
- Jean-Claude Leclercq (né en 1962), cycliste français champion de France 1985, est originaire de Belloy-sur-Somme.
- Adrien Morgan de Belloy[37] (1766-1834), député de la Somme (1815-1824), maire d'Amiens (1808-1816), propriétaire du Château d'en bas ;
- Pierre Pardoën (1930-2019), coureur cycliste professionnel, fut maire de la commune, y est décédé ;
- Urbain Wallet (1899-1973), footballeur international français, y est décédé.

### Belloy dans les arts
À l'automne 1979 : tournage du film de Raphaële Billetdoux, La Femme enfant.
Le petit château et son parc, entre la route (pas la N 1 mais celle qui lui est parallèle, plus au sud) et la Somme, servent de décor à plusieurs séquences du film.
Belloy partage avec Bovelles (80) et un 3e village de la région (pour les séquences de l'école), le « privilège » d'avoir été choisi pour donner au film une atmosphère très particulière.
Acteurs : Klaus Kinski, Pénélope Palmer, etc.
Film présenté en 1980, au Festival de Cannes, dans la série « Un certain regard ».

## Pour approfondir